# 萩野駅
萩野駅（はぎのえき）は、北海道白老郡白老町字萩野にある北海道旅客鉄道（JR北海道）・日本貨物鉄道（JR貨物）室蘭本線の駅である。JR北海道の駅番号はH24。事務管理コードは▲130320。

## 歴史

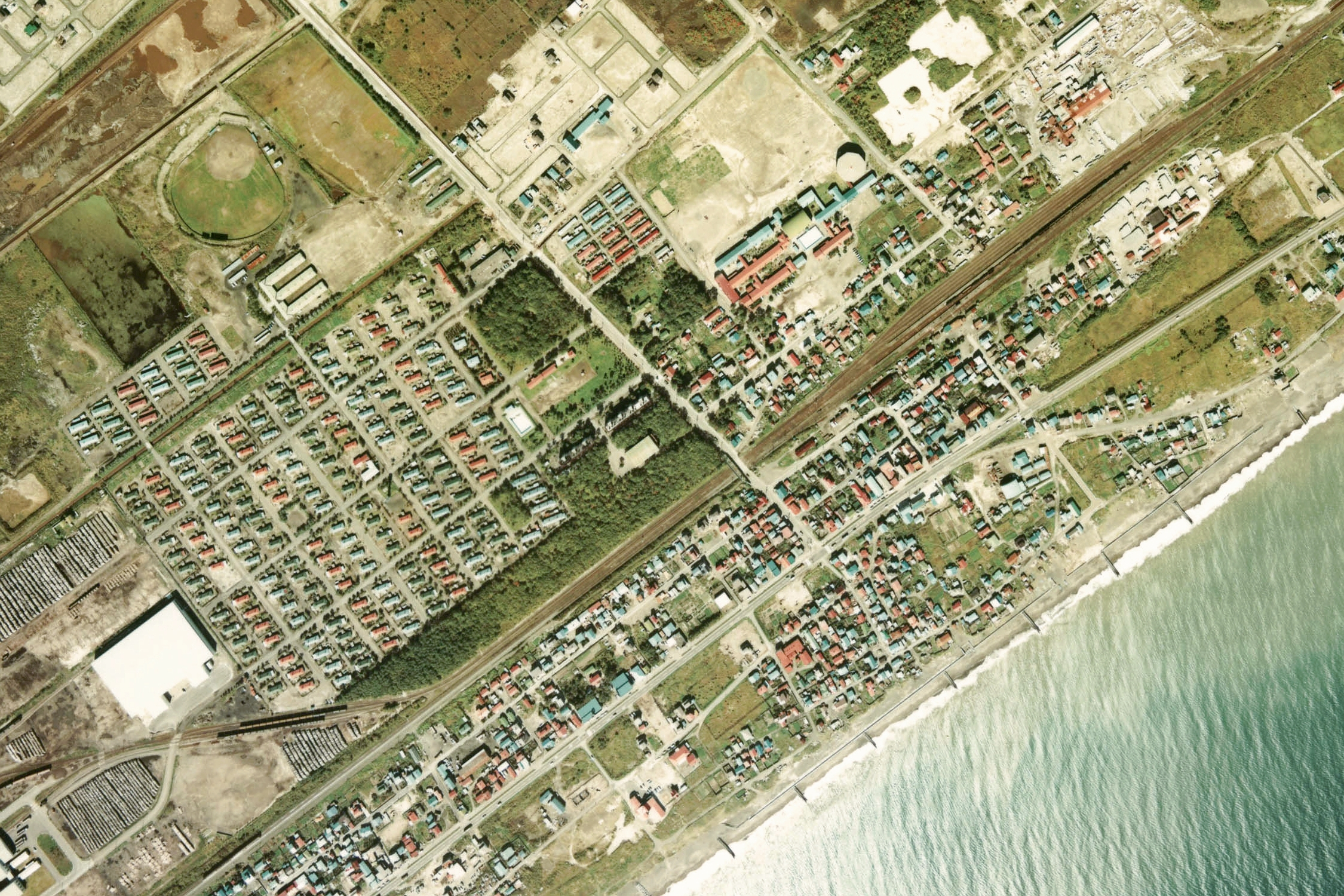
1976年の萩野駅と周囲約1.5 km×1 km範囲。左下が東室蘭方面。左下に見える日本製紙白老工場へ当駅から専用線が本線脇を走る。当駅所轄専用線としては、昭和50年代の一時期に写真外苫小牧寄りの播磨化成工業（現・ハリマ化成）へ敷かれていた記録がある。

当駅は信号所から貨物駅になり、その後一般駅となったという経緯を持っている。

### 年表
- 1907年（明治40年）12月25日：帝国鉄道庁の知床信号所として設置[1]。
- 1909年（明治42年）10月15日：貨物駅に昇格、知床駅（しれとこえき）開業[3]。
- 1911年（明治44年）4月1日：旅客営業開始（一般駅となる）。
- 1942年（昭和17年）4月1日：萩野駅に改称[1]。
- 1958年（昭和33年）10月：2代目の現駅舎に改築。
- 1960年（昭和35年）7月頃：大昭和製紙（後の日本製紙）白老工場専用線運用開始[4][注釈 1]。
- 1972年（昭和47年）3月15日：専用線発着を除く貨物取扱い廃止[1]。
- 1978年（昭和53年）：跨線橋設置。
- 1984年（昭和59年）
  - 2月1日：荷物の取扱い廃止[1]。
  - 4月1日：業務委託駅化。
- 1986年（昭和61年）11月1日：駅員無配置駅となる[5]。
- 1987年（昭和62年）4月1日：国鉄分割民営化によりJR北海道・JR貨物の駅となる[1]。
- 1992年（平成4年）4月10日：コンテナ貨物の取扱を開始。
- 2008年（平成20年）3月13日：この日の木材チップ輸送用貨車の返却を以って専用線廃止。2日後の15日のダイヤ改正で貨物列車の設定も廃止された。
- 2011年（平成23年）4月1日：業務委託廃止。無人駅となる。

### 駅名の由来
開業当時の駅名「知床」は道内各地の「知床」と同様、アイヌ語の「シㇽエトㇰ（sir-etok）」（地面の・出っぱった先端）に由来した。
しかし、1939年（昭和14年）に同地の字名が「萩野」となったため、駅名も追って1942年（昭和17年）に改称された。
「萩野」の名称は1881年（明治14年）に明治天皇が行幸の折に当地にて萩の花を愛でた逸話に由来する。

## 駅構造
島式ホーム1面2線と単式ホーム1面1線、合計2面3線のホームを有する地上駅。このほか、ホームのない線路が複数ある。
苫小牧駅管理の無人駅。2011年（平成23年）3月31日までは、業務委託駅であった（北海道ジェイ・アール・サービスネット）。窓口営業時間13時50分 - 17時00分。
木造平屋の駅舎が構内南側にあり、駅舎と2つのホームは跨線橋で連絡している。

### のりば
| 番線 | 路線      | 方向 | 行先             |
| ---- | --------- | ---- | ---------------- |
| 1    | ■室蘭本線 | 上り | 東室蘭・室蘭方面 |
| 2    | ■室蘭本線 | 下り | 苫小牧・札幌方面 |
| 3    | ■室蘭本線 | -    | （上下待避線）   |

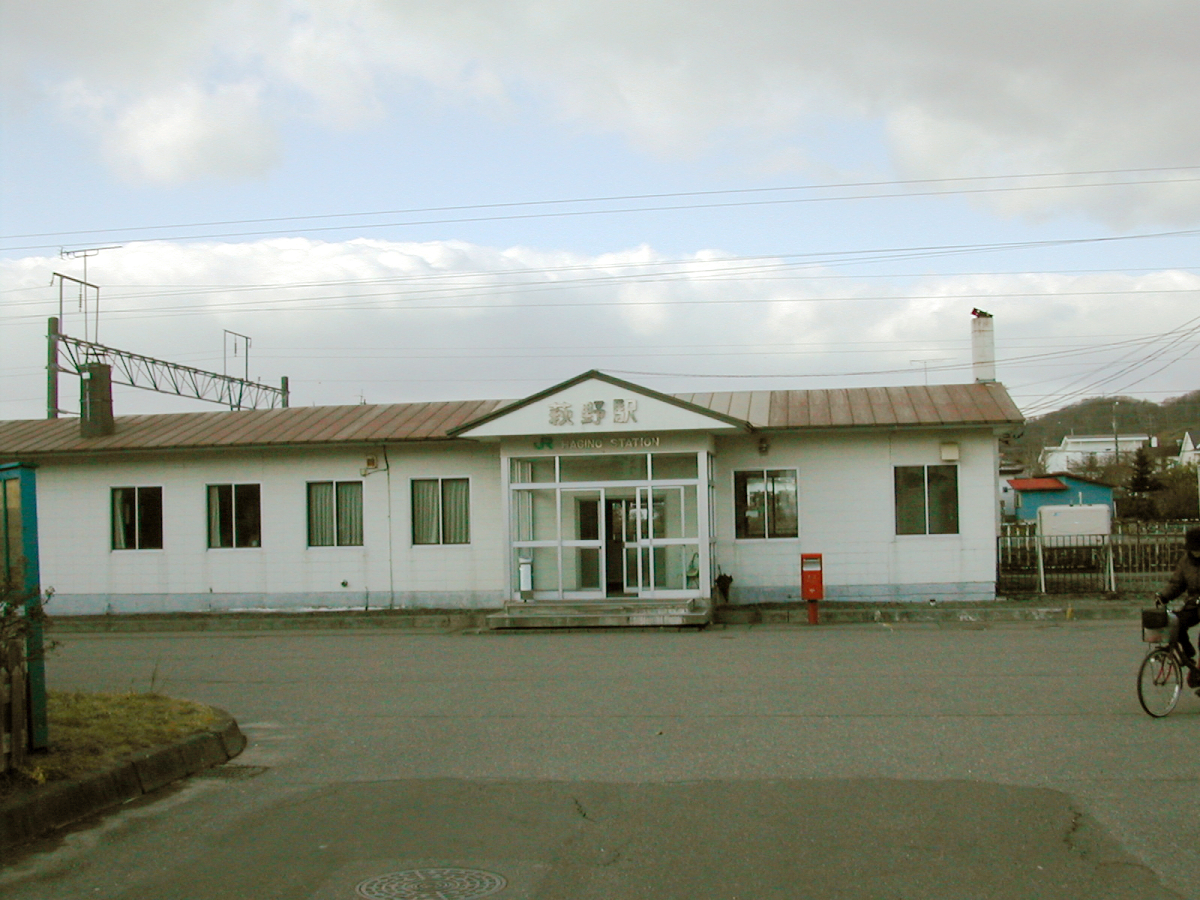
駅舎（2006年11月）
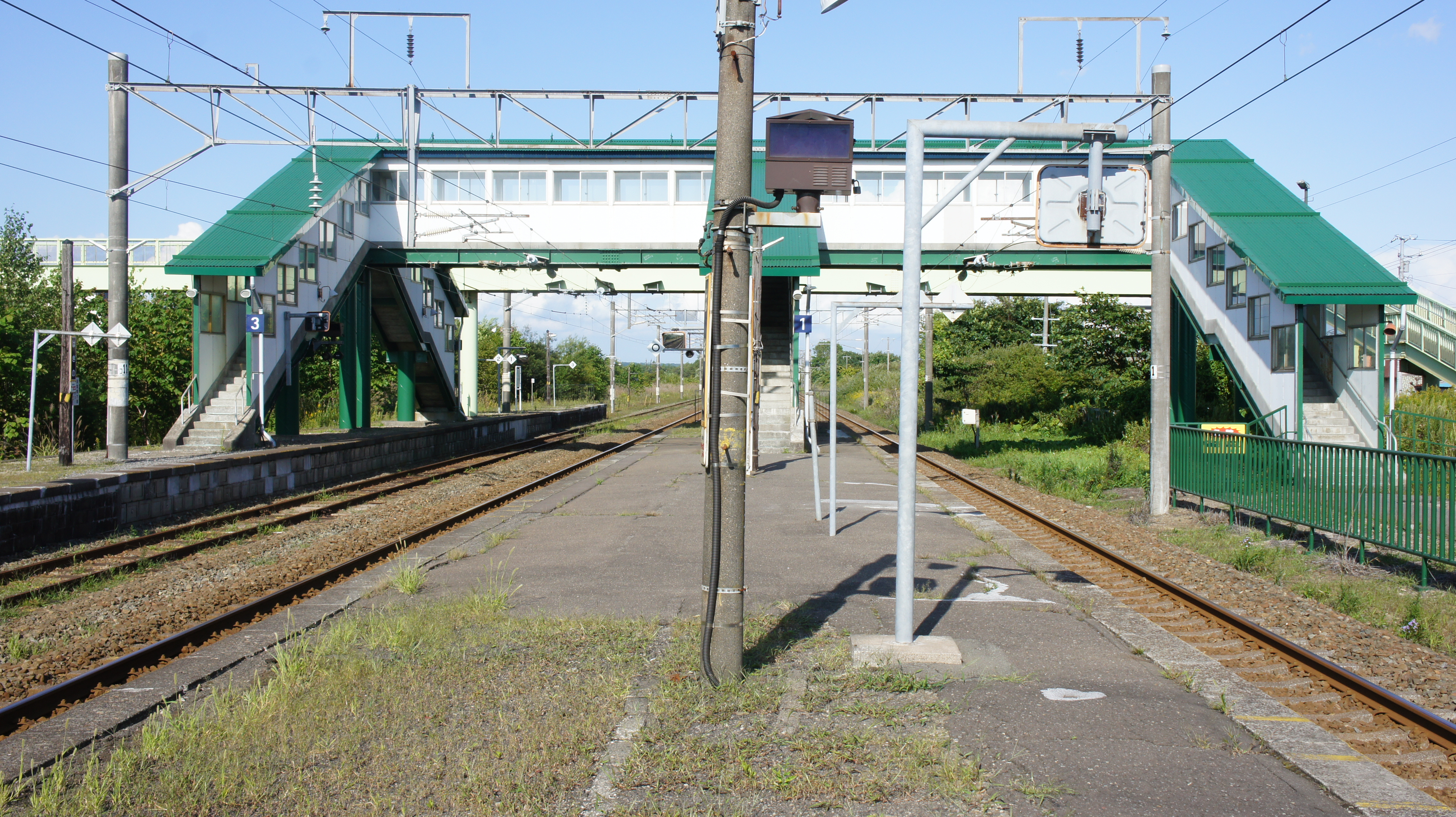
ホーム（2017年9月）
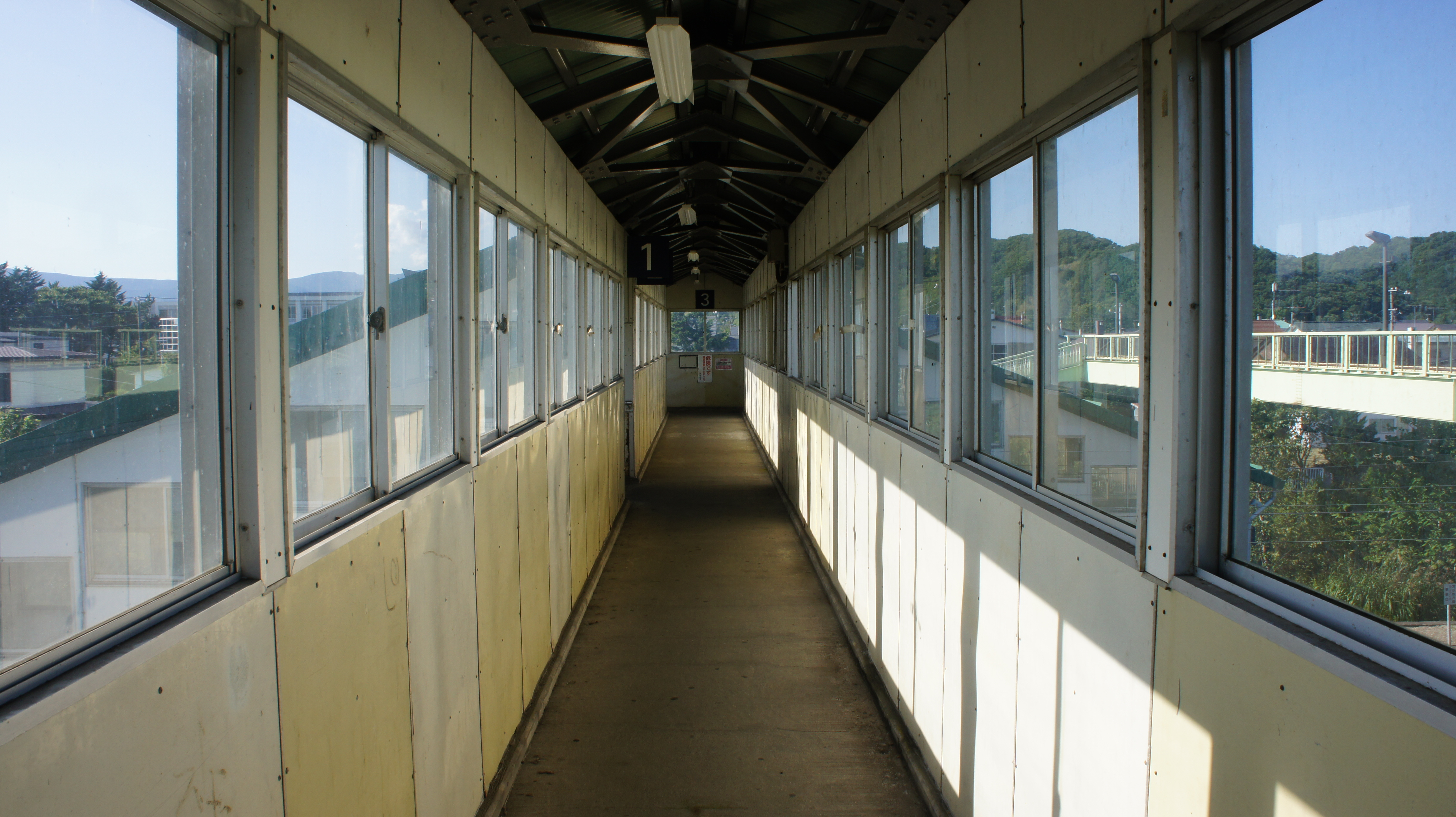
跨線橋（2017年9月）
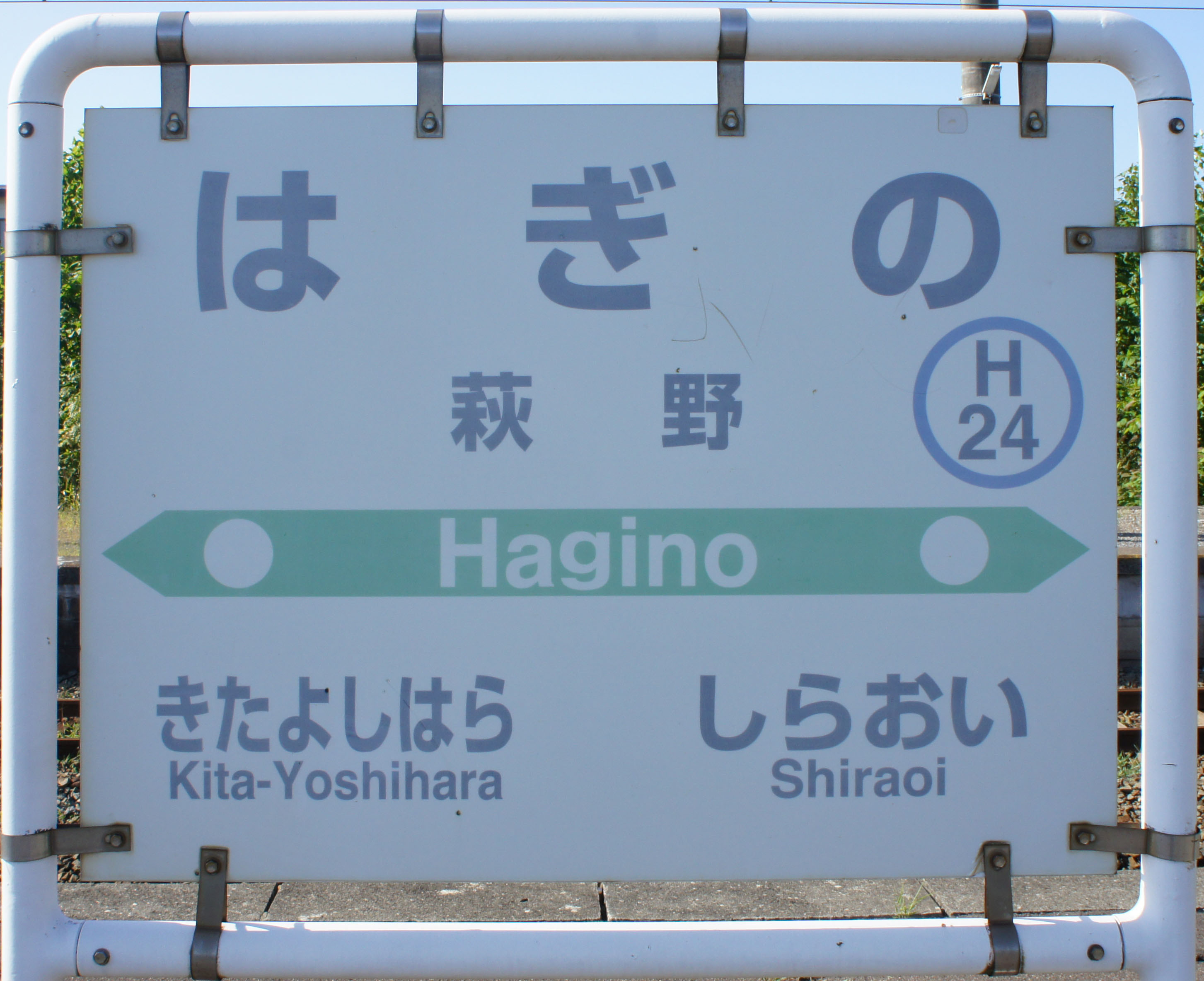
駅名標（2017年9月）

## 貨物取扱
JR貨物の駅は、専用線発着のコンテナ貨物・専用線発着の車扱貨物の取扱駅となっているが、2008年（平成20年）3月15日のダイヤ改正で貨物列車の設定が廃止された。
貨物列車の設定があった2008年（平成20年）3月13日までは、北吉原駅裏手にある日本製紙白老工場へ続く専用線を有していた。当駅の専用線を通じて、陣屋町駅発送の木材チップ（紙の原料）が搬入されていたほか、コンテナによる紙製品の発送が行われていた。かつては紙製品を有蓋車に積みこみ、東京都の飯田町駅まで輸送する「紙列車」もあった。また2007年（平成19年）までは、本輪西駅発送の石油も工場に搬入されていた。

## 利用状況
1日平均乗車人員および乗降人員の推移は以下の通りであった。
| 年度               | 乗車人員 | 乗降人員 | 出典  |
| ------------------ | -------- | -------- | ----- |
| 2003年（平成15年） | 170      |          | [ 7 ] |
| 2004年（平成16年） | 150      |          | [ 7 ] |
| 2005年（平成17年） | 140      |          | [ 7 ] |
| 2006年（平成18年） | 130      |          | [ 7 ] |
| 2007年（平成19年） | 120      |          | [ 7 ] |
| 2008年（平成20年） | 120      |          | [ 7 ] |
| 2009年（平成21年） | 120      |          | [ 7 ] |
| 2010年（平成22年） | 130      |          | [ 7 ] |
| 2011年（平成23年） |          | 208      | [ 8 ] |
| 2012年（平成24年） |          | 182      | [ 8 ] |
| 2013年（平成25年） |          | 198      | [ 8 ] |
| 2014年（平成26年） |          | 184      | [ 8 ] |

## 駅周辺
- 国道36号
- 萩野公民館
- 白老町役場萩野出張所
- 苫小牧警察署萩野交番
- 萩野郵便局
- 室蘭信用金庫萩野支店
- 白老町立萩野小学校
- 白老町立白翔中学校
- 白老港
- 萩野神社
- 道南バス「萩野」バス停
- 白老町内循環福祉バス元気号「萩野駅北口」バス停

## 隣の駅
北海道旅客鉄道（JR北海道）
■室蘭本線
北吉原駅 (H25) - 萩野駅 (H24) - 白老駅 (H23)